# Radiobrás
Radiobrás war von 1975 bis 2008 ein Hörfunk-Auslandssender in Brasília.
Es war ein öffentliches Unternehmen und sendete via Kurzwellenrundfunk ein Hörfunkprogramm für Hörer im Ausland. Der Sender wurde vollständig von der Republik Brasilien finanziert und verbreitete Ansichten der Regierung.
Es gab Programme in englischer, deutscher und spanischer Sprache. Die Kurzwellensendungen in Deutsch und anderen Fremdsprachen von Radio Nacional do Brasil wurden im April 1999 eingestellt.
Radiobras wurde in die Empresa Brasil de Comunicação eingegliedert.